# Бекмурадов, Оразмурад
Оразмура́д Бекмура́дов (туркм. Orazmyrat Bekmyradow; 1952, село Комсомол, Тедженский район, Ашхабадская область, Туркменская ССР, СССР) — туркменский государственный деятель.

## Биография
Родился в 1952 году в селе Комсомол Тедженского этрапа.
В 1973 году окончил Туркменский государственный университет по специальности «экономист».
Трудовую деятельность начал в 1973 году экономистом отдела кредитования кооперативов и индивидуального жилищного строительства и нецентрализованных затрат Туркменской конторы Стройбанка СССР.
С 1974 года работал старшим ревизором, с 1980 по 1987 годы — начальником контрольно-ревизионного отдела Туркменской республиканской конторы Стройбанка СССР. 
23 августа 1996 года стал начальником Главной государственной налоговой инспекции Туркменистана, а 28 сентября 2000 года — министром экономики и финансов Туркменистана. 31 августа 2000 года назначен заместителем Председателя Кабинета министров Туркменистана, где проработал до 4 июня 2001 года. С 24 ноября 2001 года по 30 марта 2005 года занимал должность министра социального обеспечения Туркменистана.
Уволен с формулировкой «за недостатки, допущенные в работе».